# La Clusaz
 La Clusaz  es una población y comuna francesa, en la región de Ródano-Alpes, departamento de Alta Saboya, en el distrito de Annecy y cantón de Thônes.

## Demografía
| 1234 | 1382 | 1695 | 1687 | 1845 | 2023 |
| Para los censos de 1962 a 1999 la población legal corresponde a la población sin duplicidades (Fuente: INSEE [Consultar]) |      |      |      |      |      |